# Karol Šanca
Karol Šanca (1923–1982) byl slovenský fotbalový brankář.

## Hráčská kariéra
V československé lize chytal za ŠK/Slovenu Žilina. Za války chytal slovenskou ligu za ŠK Bratislava.

### Prvoligová bilance
| Ročník          | Zápasy | Góly | Minuty | Nuly | Klub           |
| --------------- | ------ | ---- | ------ | ---- | -------------- |
| I. liga 1945/46 | –      | 0    | –      | –    | ŠK Žilina      |
| I. liga 1946/47 | –      | 0    | –      | –    | ŠK Žilina      |
| I. liga 1947/48 | –      | 0    | –      | –    | Slovena Žilina |
| CELKEM          | –      | 0    | –      | –    |                |